# Пепита Хименес (опера)
«Пепита Хименес» — опера испанского композитора Исаака Альбениса.

## Краткое содержание
Первое действие
Дон Педро де Варгас, пятидесятилетний холостяк, собирается жениться на вдове Пепите Хименес, которая на 30 лет младше его и унаследовала завидное состояние от своего дяди и мужа Гомерсиндо. Дон Педро ожидает Пепиту в её саду. Входит Антоньона, старая нянька Пепиты, которая предупреждает Дона Педро, что Пепита его не любит, а влюблена в Дона Луиса де Варгаса, его внебрачного сына, симпатичного 22-летнего семинариста. Дон Луис отвечает Пепите взаимностью, но он преисполнен желания сегодня же покинуть деревню, чтобы быть рукоположенным в священники. Преодолев первое удивление, дон Педро просит Антоньону помочь ему стать счастливым соперником сына. Когда дон Луис приходит попрощаться с Пепитой, отец резко заявляет ему, что будь он моложе, то не отверг бы молодую и красивую вдовушку. Выходит и сама Пепита, в сопровождении викария и графа Геназаар. Она говорит дону Луису, что огорчена его намерением покинуть деревню до праздника в честь Спасителя, который традиционно отмечается у неё дома. Молодой граф, один из многочисленных ухажёров Пепиты, при этом задолжавший ей значительную сумму, начинает насмехаться над доном Луисом, но когда за дона Луиса вступается викарий, замолкает. Дон Педро уговаривает сына отложить отъезд, и они вместе уходят. Оставшись наедине с викарием, Пепита, которая одновременно взволнована, кается и полна гордыни, признаётся в том, что после того, как она отвергла множество поклонников, она влюбилась в молодого семинариста, и что он отвечает ей взаимностью. Они даже целовались однажды. Викарий успокаивает Пепиту и убеждает её отказаться от греховной любви. Как только викарий уходит, Пепита начинает плакать. Её застаёт Антоньона, которая насмехается и над викарием, и над доном Луисом. Пепита продолжает твердить о своей любви к дону Луису, утверждая, что все увещевания священника лицемерны. Неожиданно возвращается дон Луис, чтобы попрощаться. Он объясняет Пепите, что должен следовать своему призванию. С презрением и раскаянием вдова отрекается от своих чувств. Призвав на помощь Спасителя, она оставляет дона Луиса одного перед алтарём. Когда возвращается Антоньона, она ругает дона Луиса за то, что он соблазнил Пепиту своей «святостью», только для того, чтобы покинуть бедняжку, оставив её без малейшего утешения. Желая видеть возлюбленных поженившимися, она уговаривает дона Луиса ещё раз поговорить с Пепитой и утешить её. Нехотя дон Луис соглашается. Но для начала он хочет знать, кто такой граф, который ухаживает за Пепитой. Антоньона говорит, что граф хочет жениться на Пепите только для того, чтобы не выплачивать долг. Эти слова вызывают ревность дона Луиса. Входят граф и два офицера, которые насмехаются над Пепитой, обвиняя её в том, что она вышла замуж за Гомерсиндо лишь ради денег. Оскорбленный дон Луис выступает в её защиту, объясняя, что шестнадцатилетняя Пепита вышла замуж за своего дядю только, чтобы защитить свою мать, и что сейчас она тратит своё состояние на помощь бедным. Дон Луис также напоминает графу об его большом долге Пепите, и в ярости даёт ему пощёчину. Они договариваются о дуэли.
Второе действие, первая картина
Антоньона занята приготовлениями к празднику. Входит Пепита, садится и поёт гимн в честь невинной и священной любви. В то время, как начинают прибывать гости и крестьяне, а за ними викарий и дон Педро, все начинают славить Пепиту за её красоту и благие дела. С беспокойством Пепита замечает, что дон Луис ещё не пришёл. Следом приходят двое детей, которые по случаю праздника в честь Спасителя поют гимн в его честь и танцуют. Все происходящее напоминает Пепите более счастливые времена, и она падает в обморок.
Второе действие, вторая картина
Под покровом ночи дон Луис приближается к комнате Пепиты. Сжигаемый страстью к Пепите, он призывает на помощь Спасителя, чьё изображение висит на стене. Он просит оградить его от искушения и укрепить в намерении стать священником. Когда появляется Пепита, Дон Луис сообщает, что пришёл попрощаться. Она говорит ему о своей любви и рассказывает, как влюбилась в дона Луиса во время путешествия, которое его отец организовал для неё. Он умоляет её не разрушать их духовного союза плотской любовью, но Пепита отвечает, что не способна последовать за ним в его мистических устремлениях. Напоминая об их поцелуе, она спрашивает дона Луиса об искренности его признаний. Уже готовому поддаться на уговоры дону Луису удаётся устоять. Он уже готов спасаться бегством от искушения, но Пепита останавливает его. Полная боли и отчаяния, она угрожает совершить самоубийство и запирается у себя в комнате. Дону Луису удаётся предотвратить этот отчаянный поступок.

## Редакции
«Пепита Хименес» претерпела большое количество редакций, различия между которыми порой очень значительны (в основном, варьируется количество актов и вносятся коррективы в сюжет). При жизни композитора появилось три версии оперы: последняя, впервые увидевшая сцену 3 января 1905 года в Брюсселе (на французском языке, в 2 актах), на сегодняшний день признана канонической, так как наиболее полно отражает все авторские исправления. В 1923 году эта редакция была переиздана с новым переводом либретто, без изменений в музыкальном материале.
6 июня 1964 года «Пепита Хименес» впервые появилась на сцене в редакции Пабло Соросабаля, который разделил оперу на три акта и изменил концовку: Пепите, в отличие от первоисточника и версии Альбениса, всё-таки удаётся покончить с собой. В редакции Соросабаля опера впервые прозвучала на испанском языке (а не на итальянском, немецком или французском, как было ранее).
27 июля 1996 года состоялось первое сценическое исполнение редакции Хосе Солера (хотя её студийная запись была выпущена ещё в 1995 году). Солер вернулся к традиционному делению произведения на два акта и использовал новый испанский перевод либретто.

## Избранная дискография
- 1995. В главных партиях: дон Луис де Варгас — Франсиско Гарригоса, Пепита Хименес — Сьюзан Чилкотт. Дирижёр — Хосе Понс. Редакция Хосе Солера, исполненная на английском языке.
- 2006. В главных партиях: дон Луис де Варгас — Пласидо Доминго, Пепита Хименес — Кэрол Вэнесс. Дирижёр — Хосе де Эусебио. Авторская редакция 1905 года, исполненная на английском языке.